# Pseudotrochalus congoanus
Pseudotrochalus congoanus är en skalbaggsart som beskrevs av Brenske 1903. Pseudotrochalus congoanus ingår i släktet Pseudotrochalus och familjen Melolonthidae. Inga underarter finns listade i Catalogue of Life.